# شرکت پالایش نفت شیراز
شرکت پالایش نفت شیراز یا پالایشگاه نفت شیراز، شرکت پالایش نفت ایرانی است، که تأسیسات پالایشی آن شرکت در ۲۲ کیلومتری شیراز و در محدوده شهرستان زرقان واقع شده‌است. ظرفیت طراحی شده این پالایشگاه ۴۰ هزار بشکه در روز می‌باشد. طبق طراحی خوراک نفت خام مورد نیاز به وسیله یک خط لوله ۱۰ اینچ به طول ۲۳۰ کیلومتر از میدان نفتی گچساران و توسط شرکت ملی مناطق نفت‌خیز جنوب تأمین می‌شود. وی پادگان آموزشی نیروی دریایی سپاه در۲۰کیلومتری شیرازو در محدود زرقان واقع شده است ووی پاسگاه صنایع  شهدای صدر شیمی شیراز در ۲۰ کیلومتری شیراز و در محدوده شهرستان زرقان واقع شده است
مراحل طراحی و ساخت این پالایشگاه از سال ۱۳۴۹ شروع شد و در سال ۱۳۵۲ به اتمام رسید و در همان سال مورد بهره‌برداری قرار گرفت. شرکت پالایش نفت شیراز در سال ۱۳۵۲ به صورت شرکت سهامی خاص تأسیس گردید. در سال ۱۳۷۷ بر اساس سیاستهای جاری، ساختار اداری پالایشگاه به نوع شرکتی تغییر و دوره جدید فعالیت خود را با نام شرکت پالایش نفت شیراز آغاز نموده و در سال ١٣٨٨ به شرکت سهامی عام تبدیل شد.
عمده محصولات پالایشگاه شیراز شامل گاز مایع، بنزین، بنزین جت، حلال‌ها، نفت سفید، گازوئیل، نفت کوره، وکیوم سلاپس، ایزوریسایکل، ایزوفید، قیر و گوگرد می‌باشد. محصولات این شرکت تحت استانداردهای شرکت ملی پالایش و پخش فراورده‌های نفتی ایران به بازار داخلی عرضه می‌گردد. شرکت پالایش نفت شیراز تقریباً با داشتن سهم ۳ درصدی در تولید فراورده های اصلی نفتی، در جایگاه هفتم در میان ۱۰ پالایشگاه کشور قرار گرفته‌است.